# Cerrito (Montevideo)
Cerrito, o Cerrito de la Victoria, és un barri (barrio) de Montevideo, Uruguai. Limita amb els barris d'Aires Puros a l'oest, Las Acacias al nord, Pérez Castellanos a l'est, i Bolívar i Brazo Oriental al sud. Es troba sobre un petit turó (castellà: cerrito) sobre el qual s'ubica el Santuari Nacional del Cerrito.
El barri va ser el lloc escollit per Manuel Oribe per a governar durant la Guerra Gran (1839-1852). Per això, el seu govern va rebre, històricament, el nom de Gobierno del Cerrito.

## Galeria

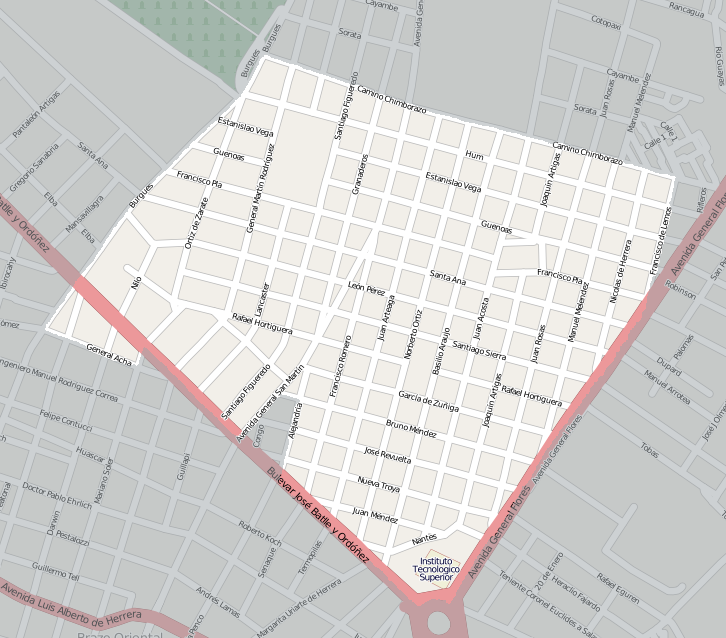
Mapa del barri.